# アシュリー・バイデン
アシュリー・ブレイザー・バイデン（Ashley Blazer Biden、1981年6月8日 - ）は、アメリカ合衆国のソーシャルワーカー、ファッションデザイナー。元アメリカ合衆国副大統領で第46代アメリカ合衆国大統領ジョー・バイデンの娘である。デラウェア州ウィルミントン出身。英語通称名は、アシュリー・バイデン（Ashley Biden）。

## ギャラリー

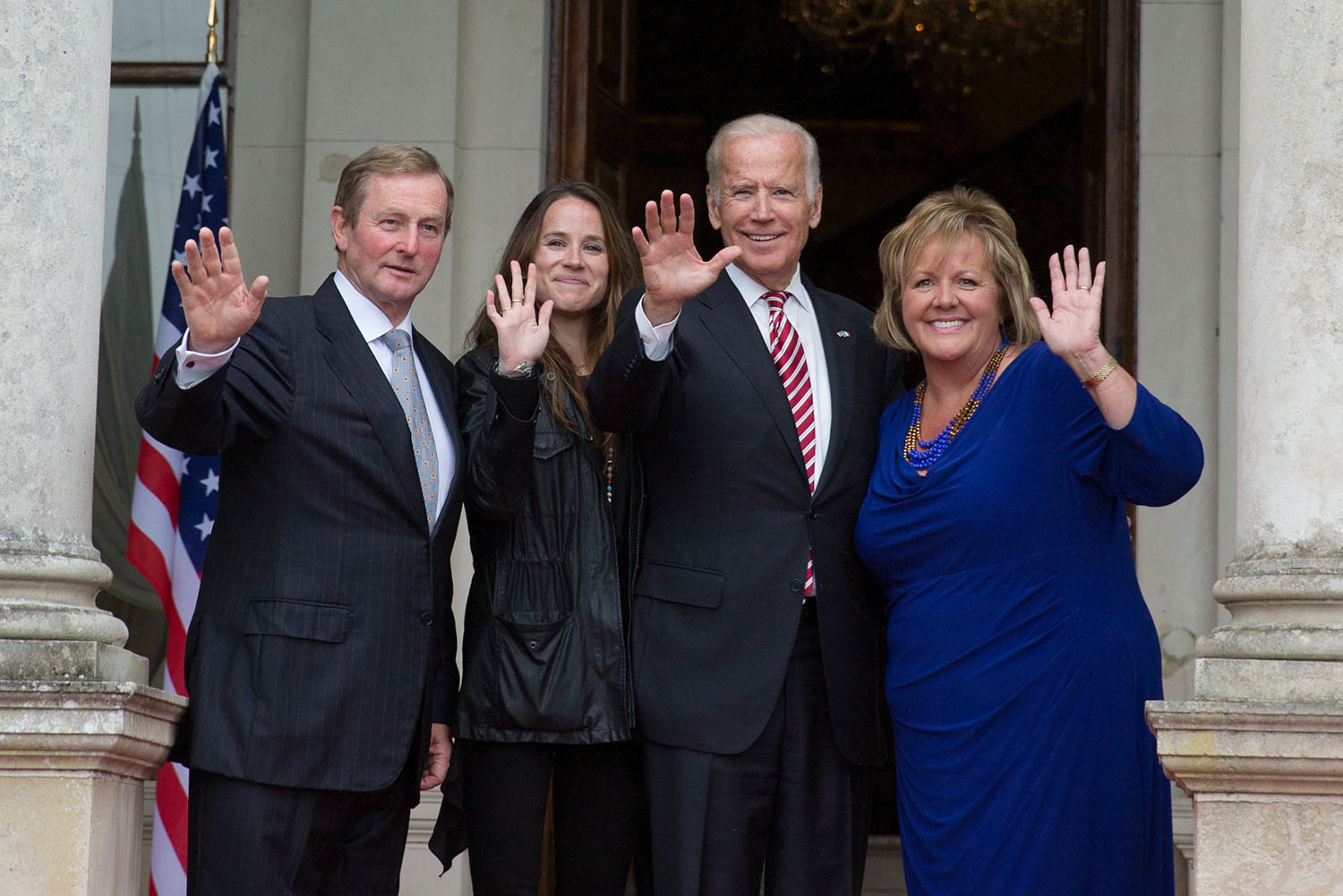
2016年、アイルランドダブリンキャッスルノックファームレイにて。 左からエンダ・ケニー首相、アシュリー・バイデン、ジョー・バイデン、フィオヌアラ・ケニー首相夫人。
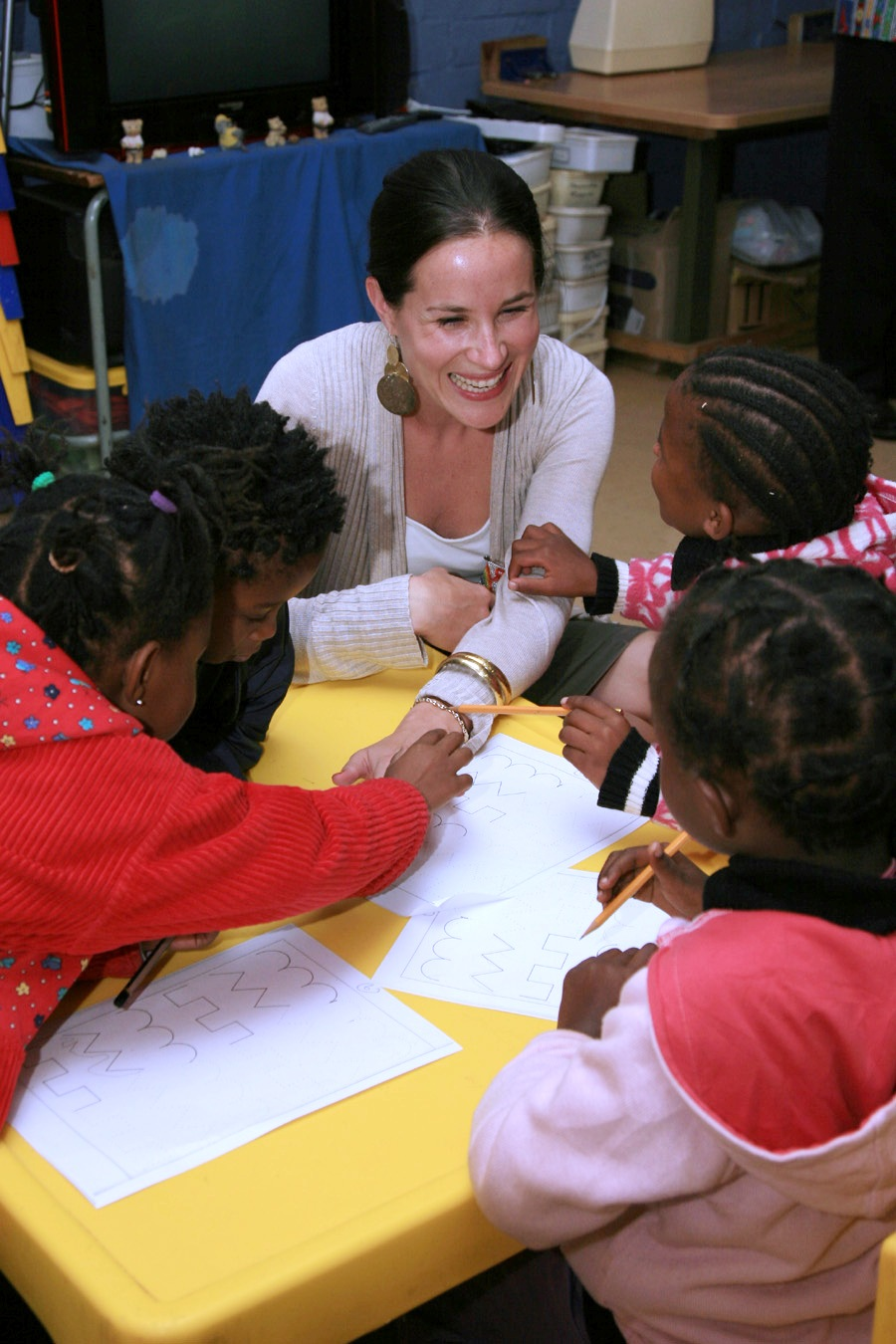
2010年6月、南アフリカ共和国公式訪問時、ソウェトのマペトラデイケアセンターで子供たちと遊んでいるアシュリー。
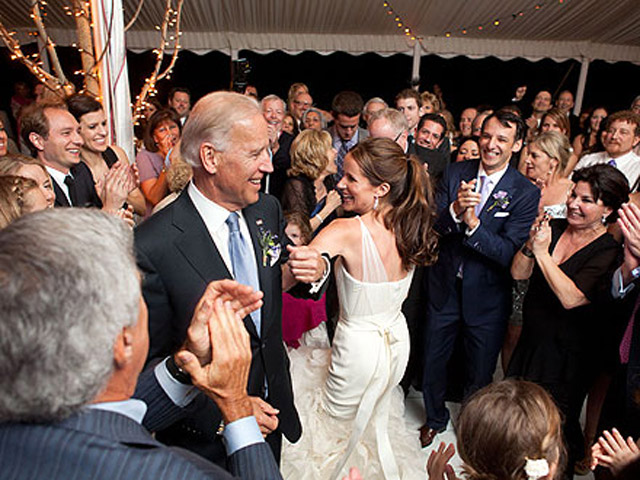
父のジョーとホラを踊るアシュリー、ホワード・クレインとの結婚披露宴にて。